# Prozess gegen Susan B. Anthony

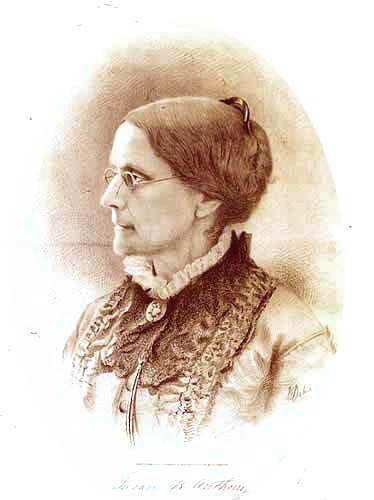
Susan B. Anthony

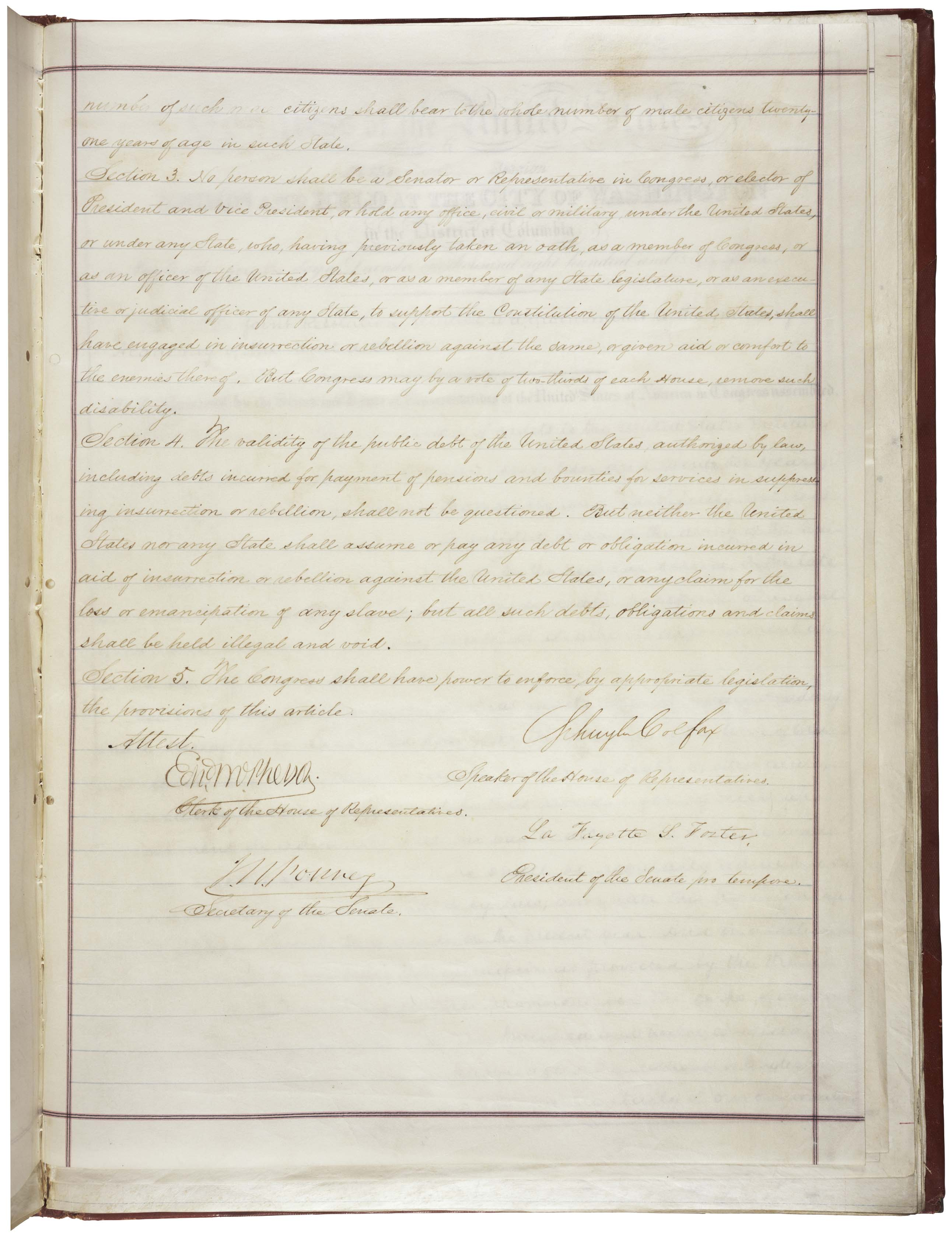
Seite 2 des 14. Amendments zur Verfassung der Vereinigten Staaten

Der Prozess gegen Susan B. Anthony, United States v. Susan B. Anthony, war 1873 ein Kriminalprozess gegen Susan B. Anthony in einem US-amerikanischen Bundesgericht. Die Angeklagte war eine Führerin der Frauenwahlrechtsbewegung, die festgenommen worden war, weil sie 1872 in Rochester (New York) an einer Wahl teilgenommen hatte, obwohl nach den bundesstaatlichen Gesetzen nur den Männern die Wahl erlaubt war. Anthony berief sich dabei auf das kurz zuvor verabschiedete 14. Amendment.
Der Richter Ward Hunt war ein kurz zuvor ernannter „U.S. Supreme Court Justice“, der verantwortlich für den „Federal Circuit Court“ war, in dem der Prozess stattfand. Er erlaubte den Juroren nicht, den Fall zu besprechen, sondern gebot ihnen, Anthony schuldig zu sprechen. Anthony, die zuvor nicht aussagen durfte, hielt am Ende eine sehr berühmt gewordene Rede. Als sie der Richter zu einer Geldstrafe von 100 Dollar verurteilte, sagte sie, dass sie diese niemals bezahlen werde. Hunt kündigte dann an, dass sie nicht wegen der Zahlungsverweigerung eingesperrt werden würde. Diese Maßnahme verhinderte, dass Anthony den Fall bis zum „Supreme Court“ (Obersten Gerichtshof) bringen konnte.
Der Prozess wurde von der nationalen Presse genau verfolgt und diese Berichterstattung half mit, aus dem Frauenwahlrecht ein nationales Anliegen zu machen. Er war ein Hauptschritt bei der Verwandlung der Frauenwahlrechtsbewegung, die eine Vielzahl von Anliegen umfasste, in eine Bewegung, die sich hauptsächlich auf das Wahlrecht konzentrierte. Richter Hunts gelenktes Urteil verursachte in der Gemeinschaft der Juristen eine jahrelange Kontroverse. 1895 erkannte der Oberste Gerichtshof als Recht an, dass ein Bundesrichter einer Jury im Kriminalprozess nicht vorschreiben dürfe, ein Schuldurteil auszusprechen.

## Hintergrund

### Frühes Verlangen nach Frauenwahlrecht
Das Verlangen nach dem Frauenwahlrecht erwuchs aus der breiteren Frauenrechtsbewegung, die sich in den Vereinigten Staaten im frühen 19. Jahrhundert entwickelte. In den frühen Tagen der Frauenbewegung gab es nur einen geringen Wunsch zu wählen, denn die Konzentration lag auf solchen Problemen wie dem Recht der Frauen, im öffentlichen Rahmen zu sprechen, und dem Recht auf Eigentum für verheiratete Frauen. Bei der ersten „Women’s Rights Convention“, der Seneca Falls Convention, die 1848 im westlichen Teil des Staates New York abgehalten wurde, war die einzige Resolution, die nicht einstimmig befürwortet wurde, diejenige, die das Frauenwahlrecht forderte. Sie ging auf Elizabeth Cady Stanton zurück, die damals ihre Karriere als Führerin in der Wahlrechtsbewegung begann. Sie wurde erst angenommen, als Frederick Douglass, ein früherer Sklave und Führer des Abolitionismus, sie stark unterstützte.
Diese Convention half mit, die Idee des Frauenwahlrechts populär werden zu lassen, und zur Zeit der ersten National Women’s Rights Convention im Jahr 1850 war das Frauenwahlrecht ein allgemein akzeptiertes Teilziel der Frauenbewegung.
Frauen begannen mit Wahlversuchen. In Vineland (New Jersey) versuchten nahezu 200 Frauen ihre Stimmzettel in eine separate Wahlurne zu stecken, um sie für die 1868er Wahl auszählen zu lassen. Aber sie hatten keinen Erfolg. Lucy Stone, eine in der Nähe wohnende Frauenrechts-Führerin, versuchte kurz danach auch zu wählen; ebenso ohne Erfolg.

### New-Departure-Strategie
Diese New-Departure-Strategie beruhte auf dem Glauben, dass das kurz zuvor angenommene 14. Amendment zusammen mit dem bevorstehenden 15. Amendment das Frauenwahlrecht aus sich heraus begründete.
Zu Beginn des Jahres 1871 übernahm die National Woman Suffrage Association (NWSA) offiziell diese New-Departure-Strategie. Sie ermutigte Frauen, die Wahl zu versuchen und Prozesse vor Bundesgerichten zu beginnen, wenn ihnen das Recht verweigert würde.
Die NWSA, 1869 organisiert von Susan B. Anthony und Elizabeth Cady Stanton, war die erste nationale Frauenrechtsorganisation. Eine rivalisierende Organisation namens American Woman Suffrage Association, die einige Monate später gegründet wurde, übernahm diese Strategie nicht, sondern kämpfte für bundesstaatliche Gesetze, die den Frauen das Wählen ermöglichen sollten.
Bald versuchten Hunderte von Frauen in Dutzenden von Örtlichkeiten zur Wahl zu gehen.
Begleitet von Frederick Douglass versuchten 64 Frauen, sich im Frühling von 1871 in die Wählerlisten einschreiben zu lassen. Und mehr als 70 versuchten zu wählen.
Im November 1871 urteilte der „Supreme Court“ des „Districts of Columbia“ gegen die Prozessanträge, die die Frauen eingebracht hatten. Die Begründung war, dass Bürgerschaft nicht das Wahlrecht einschloss, und es wurde formuliert, dass „the legal vindication of the natural right of all citizens to vote would, at this stage of popular intelligence, involve the destruction of civil government“ (deutsch: „die gesetzliche Zulassung des natürlichen Wahlrechts für alle Bürger, bei diesem Zustand der Intelligenz des Volkes, würde die Zerstörung des bürgerlichen Regierungssystems bedeuten“) und es hieß: „The fact that the practical working of the assumed right would be destructive of civilization is decisive that the right does not exist.“ (deutsch: „Die Tatsache, dass die praktische Auswirkung des angeblichen Rechts zerstörerisch für die Zivilisation sein würde, ist entscheidend dafür, dass das Recht nicht existiert.“)

## Arrest und Verurteilung fürs Wählen

### Beteiligung an der Präsidentschaftswahl
Als es Susan B. Anthony gelang, sich 1872 an der Präsidentschaftswahl in Rochester, New York zu beteiligen, war die Reaktion ganz anders als bei den nicht erfolgreichen Versuchen zuvor. Denn Anthony war eine landesweit bekannte Persönlichkeit. Sie hatte 1863 während des Bürgerkriegs zusammen mit Stanton die „Women’s Loyal National League“ begründet. Und sie war die Hauptorganisiererin der Unterschriftensammlung für die Petition gegen die Sklaverei, die mit nahezu 400.000 Unterschriften sehr wirksam war. Sie und Stanton waren die Führerinnen der National Woman Suffrage Association. Zum Zeitpunkt, als sie ihren Stimmzettel in die Wahlurne warf, war Anthony die bekannteste Befürworterin des Frauenwahlrechts.

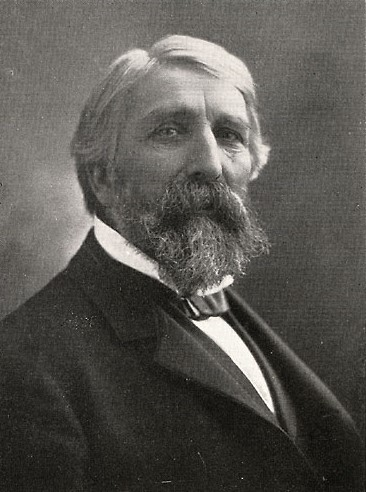
John Van Voorhis

Am 1. November 1872 ließ sich Anthony zusammen mit drei Schwestern als Wählerinnen registrieren und sorgte dafür, dass der Vorgang von einer Zeitung veröffentlicht wurde. Als sich Widerstand gegen das Verhalten der Registrierunginspektoren regte, bestärkte Anthony sie, fest zu bleiben, indem sie versicherte, sie würde sogar die Kosten eines Prozesses übernehmen. Sie wurde unterstützt von einem örtlichen Rechtsanwalt namens John Van Voorhis, der selbst ein Verfechter des Frauenwahlrechts war. Auch andere Frauen von Rochester ließen sich registrieren, nahezu 50 waren es am Ende.
Am Wahltag, dem 5. November 1872, wählten Anthony und 14 weitere Frauen ihres Stimmbezirks im Wahllokal, da sie zuvor einen Eid vor den Aufsichtspersonen geleistet hatten, dass sie wahlberechtigt wären. Trotz der rechtlichen Zweifel wurde die Beteiligung an der Wahl erlaubt. In anderen Stimmbezirken wurden die Frauen abgewiesen, da es in den Tagen zuvor ja eine negative Berichterstattung dazu gegeben hatte.

### Verhaftung
Anthony hatte nicht erwartet (gemäß Ann D. Gordon, einer Historikerin des Frauenwahlrechts), dass sie wählen durfte. Sie hatte stattdessen damit gerechnet, abgewiesen zu werden, wonach sie einen Prozess an einem Bundesgericht anstrengen wollte, um ihr Wahlrecht durchzusetzen. Sie hatte auch nicht damit gerechnet, verhaftet zu werden.
Am 14. November wurden Haftbefehle für die Frauen, die gewählt hatten, und für die Wahlinspektoren, die es ihnen erlaubt hatten, ausgestellt und der Presse gezeigt. William C. Storrs, einer der Commissioner für den „US Circuit Court“ des Gebiets von Rochester, lud Anthony schriftlich ein, zu ihm ins Büro zu kommen. Anthony weigerte sich, seine Bekanntschaft machen zu wollen. Am 18. November kam ein US Deputy Marshal in ihr Haus und verhaftete sie. Auch die anderen 14 Frauen, die gewählt hatten, wurden arretiert sowie die Wahlinspektoren ihres Stimmbezirks.

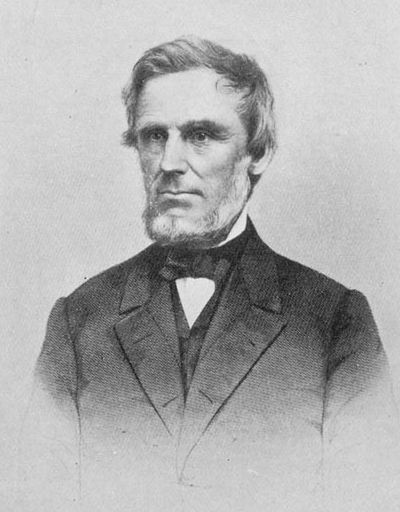
Henry R. Selden

Anthony wählte Henry B. Selden zu ihrem Anwalt, einen geachteten lokalen Rechtsanwalt, der zuvor als „Lieutenant Governor“ von New York gedient und als Richter im New Yorker Appellationsgericht amtiert hatte. Sie verpflichtete auch schnell John van Voorhis als Anwalt für die Wahlinspektoren. Für die verhafteten Frauen wurde jeweils eine Kaution von 500 Dollar angesetzt, die auch gestellt wurde. Anthony lehnte jedoch diese Möglichkeit ab. Sie wurde jedoch nicht ins Gefängnis gesperrt, obwohl dies mit Billigung ihres Anwalts möglich gewesen wäre.

### Redetour vor dem Prozess
Die Verhaftung von Anthony wurde zur nationalen Nachricht, was ihr die Chance gab, Publizität für das Frauenwahlrecht zu bekommen. Sie hielt Reden in 29 Städten und Dörfern des Monroe Countys, in dem der Prozess abgehalten werden sollte und die Juroren für ihre Verhandlung ausgewählt werden würden. Ihre Rede hatte den Titel: „Is it a Crime for a U.S. Citizen to Vote?“ (deutsch: Ist es ein Verbrechen für einen US-Bürger zu wählen?) Die Rede wurde zur Gänze in den Tageszeitungen Rochesters abgedruckt, die damit den möglichen Jury-Mitgliedern ihre Botschaft übermittelten.

### Weitere Aktivitäten vor dem Prozess
Bei einer Anhörung am 21. Januar 1873 vor dem „U.S. District Court“ in Albany, der Hauptstadt des Staates New York, präsentierte Selden eine differenzierte Argumentation zur Unterstützung Anthonys in ihrem Fall. Er sagte, das Problem des Rechts der Frauen zu wählen sei von der Justiz nicht abschließend beurteilt worden und die Regierung habe deswegen keine Grundlage, Anthony als Kriminelle zu behandeln. Richter Nathan K. Hall gab dem U.S. Attorney Richard Crowley keine Möglichkeit, den Standpunkt der Regierung darzustellen und entschied, dass Anthony in Verwahrung bleiben solle.
Anthony publizierte Seldens Argumente vor diesem Gericht als Streitschrift und verteilte 3000 Stück davon. Einige schickte sie an Herausgeber von Zeitungen in mehreren Staaten mit der Bitte um Veröffentlichung. Im Begleitbrief an den Herausgeber des Rochester Evening Express bat sie um Hilfe dafür, die Leute davon zu überzeugen, dass ihre Wahlbeteiligung kein Verbrechen sei. Sie sagte darin: „We must get the men of Rochester so enlightened that no jury of twelve can be found to convict us.“ (deutsch: Wir müssen die Menschen in Rochester so aufklären, dass keine Jury von zwölfen gefunden werden kann, die uns verurteilt.)

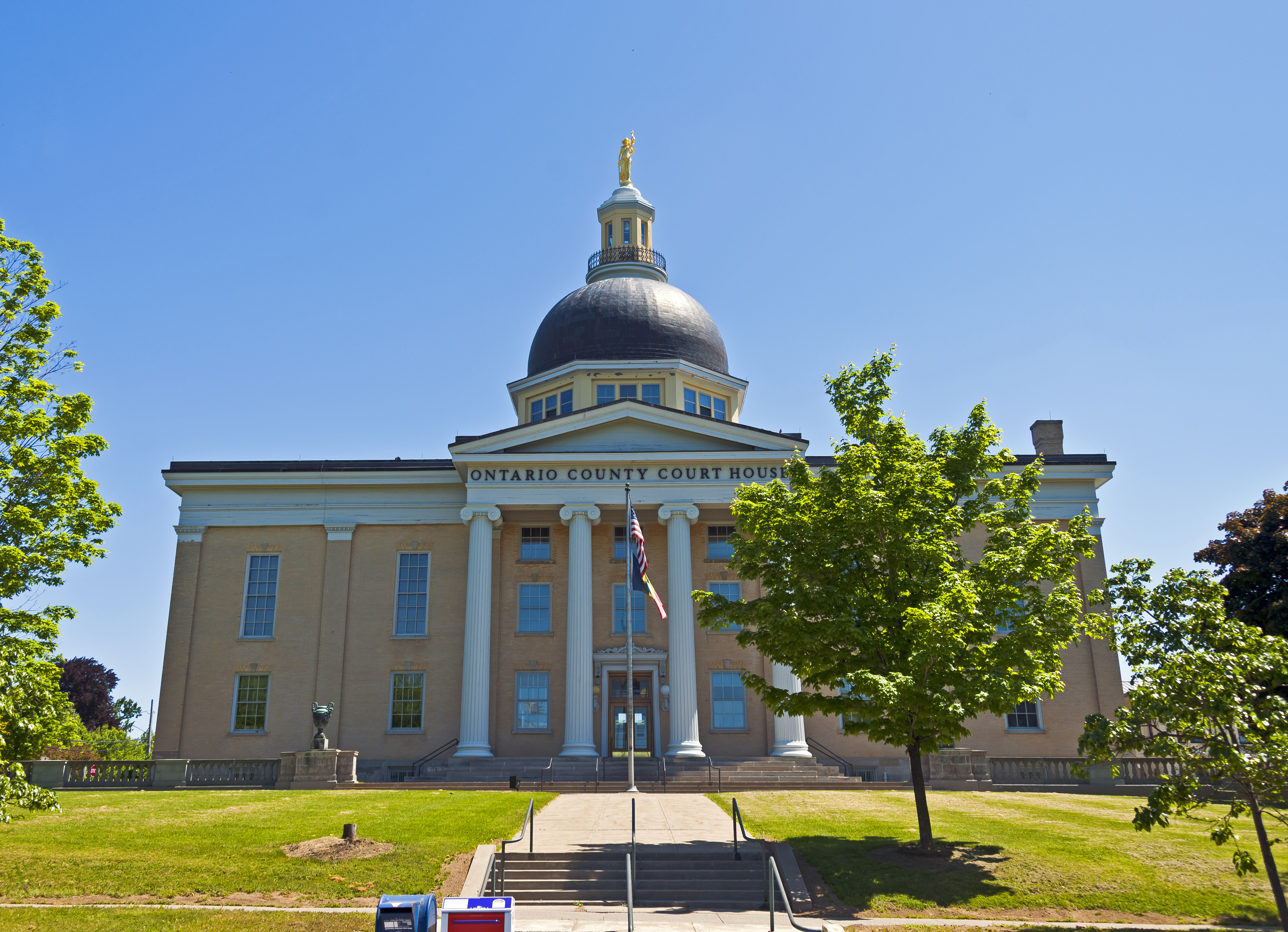
Der Ort von Anthonys Prozess: Ontario County Courthouse, Canandaigua, NY

Am 24. Januar präsentierte Crowley die Anklagepunkte vor der Grand Jury beim District Court in Albany, die die Anklage gegen die Wählerinnen zuließ. Anthony erklärte sich erneut als nicht schuldig und bekam eine Kaution von 1000 Dollar auferlegt. Selden stellte diese Kaution trotz ihres Protestes.
Bei der Anklageverlesung am 22. Mai beantragte Crowley die Verlegung des Falls vom Bezirksgericht zum „U.S. Circuit Court“ des nördlichen Bezirks von New York, der die konkurrierende Gerichtsbarkeit hatte. Eine Sitzungsperiode dieses Circuit Court sollte im Juni in Canandaigua stattfinden, der Hauptstadt des Ontario County, das an das Monroe County angrenzt. Es wurde keine Begründung für diesen Antrag gegeben, aber Beobachter hielten fest, dass der Richter Ward Hunt des Obersten Gerichtshofs diesem „Circuit“ zugeteilt worden war und im Juni zur Leitung dieses Prozesses verfügbar war. Die „Federal Circuit Courts“ verschoben wichtige Fälle oft bis zur Ankunft eines beauftragten „Obersten Bundesrichters“, der mit seiner Beteiligung dem Urteil ein größeres Gewicht geben sollte.
Die Verlegung bedeutete ferner, dass die Juroren nicht im Monroe County ausgewählt wurden, das Anthony mit ihrer vorausgehenden Redetour zum Frauenwahlrecht überzogen hatte. Anthony reagierte darauf, indem sie in jeder Gemeinde des Ontario County ebenfalls vor Beginn des Prozesses eine Rede hielt.

### Der Prozess
Der Fall war in mehrfacher Hinsicht kompliziert. Anthony war angeklagt, gegen ein staatliches Gesetz, das den Frauen keine Wahl zubilligte, verstoßen zu haben. Aber ihr wurde nicht in einem staatlichen Gericht der Prozess gemacht. Stattdessen wurde in einem Bundesgericht gegen sie verhandelt, weil sie gegen das „Enforcement Act“ von 1870 verstoßen hatte, das die Beteiligung an Kongresswahlen dann zu einem „Bundesverbrechen“ machte, wenn der Wählende nicht gemäß den staatlichen Gesetzen wahlberechtigt war.

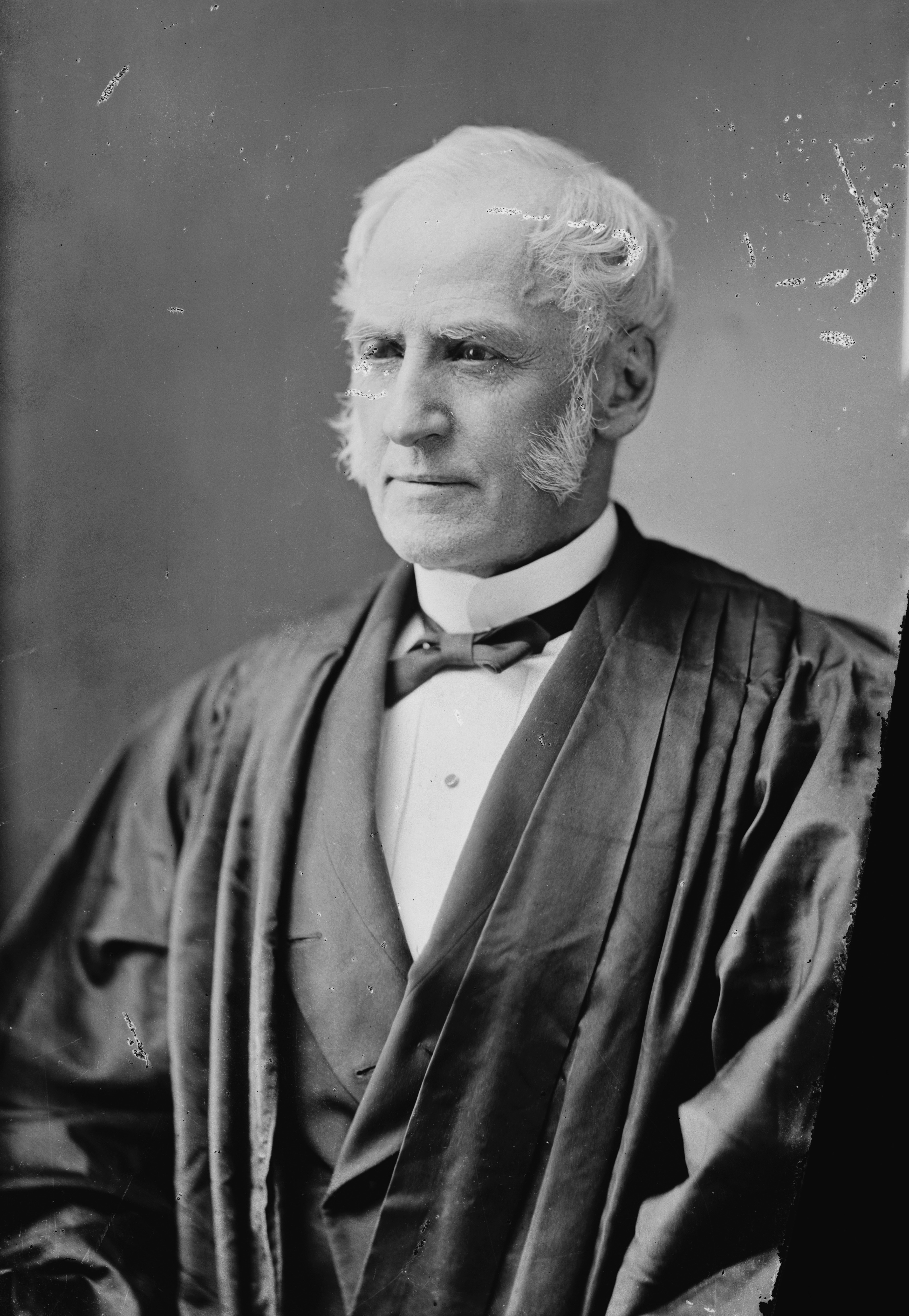
Justice Ward Hunt

Bundesrichter Ward Hunt, der kurz zuvor in den Obersten Gerichtshof berufen worden war, war verantwortlich für diesen „Circuit“ und amtierte als Richter in diesem Fall. Er war noch nie Richter in einem Prozess gewesen. Ursprünglich war er ein Politiker gewesen und hatte seine juristische Karriere damit begonnen, dass er in den „New York Court of Appeals“ (Appellationsgericht des Staats New York) gewählt worden war.
Der Prozess United States v. Susan B. Anthony begann am 17. Juni 1873 in Canandaigua und wurde von der nationalen Presse genau verfolgt. Man glaubte komische Aspekte einer Farce in ihm zu sehen und die Presse war begierig auf mehr. Die New York Times berichtete: „It was conceded that the defendant was, on the 5th November, 1872, a woman.“ (deutsch: Es wurde das Zugeständnis gemacht, dass am 5. November 1872 der Angeklagte eine Frau war.)
Bundesrichter Hunt war alleiniger Vorsitzender, was nicht der gängigen Praxis entsprach. Kriminalfälle des Bundes hatten normalerweise zu dieser Zeit zwei Richter. Und ein Fall konnte nicht vor den Obersten Gerichtshof gebracht werden, wenn es nicht eine Uneinigkeit zwischen diesen Richtern gab. Der vorher mit dem Fall befasste Distriktrichter Nathan K. Hall saß unter den Zuhörern im Gericht.

#### Juristische Argumentation
Als Verteidiger trug Selden vor, dass der erste Abschnitt des 14. Amendments klar formuliere, dass Frauen Bürger seien und es den Bundesstaaten verboten sei, durch Gesetze die "privileges and immunities of citizens" (Vorrechte und Schutzrechte der Bürger) zu beeinträchtigen. Deswegen seien Frauen Besitzer aller Bürgerrechte einschließlich des Wahlrechts, des Rechts, das den anderen politischen Rechten erst Bedeutung verleihe. Er schilderte Beispiele von Unrecht, das Frauen in vielen Kulturen der Welt erlitten, was zum Teil eine Folge ihrer Stimmlosigkeit in der Politik sei. Er sagte, Anthony habe in dem festen Glauben gewählt, dass dies ihr gesetzmäßiges Recht sei, und könne nicht angeklagt werden, wissentlich ein Gesetz verletzt zu haben.
Als Vertreter der Anklage sagte Crowley, dass die „privileges and immunities“, die vom 14. Amendment geschützt würden, sich nur auf solche Rechte wie Leben, Freiheit und Eigentum bezögen, nicht auf das Wahlrecht. Er sagte, Kinder seien Bürger, aber niemand würde für sie das Wahlrecht fordern. Er zitierte jüngste bundesstaatliche und nationale Gerichtsentscheidungen, die das Recht der Bundesstaaten bestätigten, das Wahlrecht auf die Männer zu beschränken. Er wies darauf hin, dass der zweite Abschnitt des 14. Amendments sich ausschließlich mit männlichen Wählern beschäftige, wenn er die Staaten, die das männliche Wahlrecht einschränkten, mit einer Reduzierung der Vertretung im Kongress bedrohe.
Über ihren Anwalt bat Anthony um Erlaubnis, in eigener Sache aussagen zu dürfen. Hunt verweigerte ihr diese Möglichkeit. Er folgte damit einer Regel des Common Law, die zu dieser Zeit ausschloss, das kriminelle Angeklagte in Bundesgerichten eine Aussage machen durften.

#### Gelenktes Urteil
Nachdem beide Seiten am zweiten Prozesstag ihren Fall präsentiert hatten, stellte Bundesrichter Hunt seine schriftlich formulierte Meinung dar. Er habe sie schon zuvor geschrieben, sagte er, um sicherzustellen, dass es keine Missverständnisse seiner Ansichten gebe ("there would be no misapprehension about my views"). Er sagte, dass die Verfassung es den Bundesstaaten erlaube, den Frauen das Wahlrecht zu verweigern, und dass Anthony in dieser Hinsicht schuldig sei, ein Gesetz des Staates New York gebrochen zu haben. Er zitierte einige Urteile des Obersten Gerichtshofes, die nur wenige Wochen zuvor die nationalen Bürgerrechte eng definiert hatten. Weiterhin sagte er, das Recht, von einer Jury abgeurteilt zu werden, existiere nur in einem umstrittenen Fall und nicht, wenn es um ein Gesetzesproblem gehe. Hunt urteilte, dass im umstrittensten Aspekt des Falles die Verteidigung die Fakten zugestanden habe, und er wies die Jury an, einen Schuldspruch zu verhängen. Er lehnte Seldens Antrag ab, dass die Jury durch Abstimmung ihre Meinung zum Urteil abgeben sollte.
Diese Anträge waren deswegen konträr, weil das 6. Amendment mit den Worten beginnt: "In all criminal prosecutions, the accused shall enjoy the right to a speedy and public trial, by an impartial jury". (deutsch: Bei allen Kriminaldelikten soll der Angeklagte das Recht auf einen zügigen und öffentlichen Prozess durch eine unparteiische Jury haben.)
Nach der Verhandlung glaubte Anthony voller Überzeugung, dass Hunt sein Urteil schon vor Beginn des Prozesses geschrieben habe. Van Voorhis, ein Anwalt, der Anthony geholfen hatte, stimmte ihr zu und sagte, Hunt habe fraglos sein Urteil schon zuvor vorbereitet.

#### Anthonys Rede im Gericht
Am dritten und letzten Tag des Prozesses fragte Hunt Anthony, der gewöhnlichen Prozessroutine folgend, ob sie irgendetwas zu sagen habe. Sie antwortete, gemäß Ann D. Gordon, einer Historikerin der Frauenbewegung, mit der berühmtesten Rede in der Geschichte der Propaganda für das Frauenwahlrecht („the most famous speech in the history of the agitation for woman suffrage“).
Sie ignorierte wiederholt die Anweisung des Richters zu schweigen und sich hinzusetzen und sie beklagte – wie sie es nannte – "this high-handed outrage upon my citizen’s rights" (deutsch: diese hochrangige Freveltat hinsichtlich meiner Bürgerrechte) und sagte weiterhin: „you have trampled under foot every vital principle of our government. My natural rights, my civil rights, my political rights, my judicial rights, are all alike ignored.“ (deutsch: Sie haben mit ihren Füßen auf jedem wesentlichen Prinzip unseres Regierungssystems herumgetrampelt. Meine naturgegebenen Rechte, meine Bürgerrechte, meine politischen Rechte, meine Rechte vor Gericht, alle wurden gleichermaßen missachtet.)
Sie geißelte den Bundesrichter Hunt dafür, ihr ein Urteil durch eine Jury verweigert zu haben. Sie erklärte ferner, auch wenn er der Jury die Diskussion des Falls erlaubt hätte, wäre ihr dennoch ihr Recht auf einen Prozess mit einer Jury von ihresgleichen verwehrt geblieben, weil Frauen keine Erlaubnis hätten, Juroren zu werden. Sie sagte, dass die Frauen sich an den Sklaven ein Beispiel nehmen sollten, die auf vielfältige, auch ungesetzliche Weise ihre Freiheit erreicht hätten. Um eine Stimme im Staat zu bekommen, müssten sie diese Stimme erheben, wie sie es getan habe, und wie sie es bei jeder möglichen Gelegenheit wieder zu tun gedenke.

#### Blockierter Pfad zum Obersten Gerichtshof
Als Bundesrichter Hunt die Zahlung einer Strafe von 100 Dollar über Anthony verhängte, antwortete diese: „I shall never pay a dollar of your unjust penalty“ (deutsch: Ich werde nie einen Dollar dieser ungerechten Strafe zahlen.). Und sie tat es auch nie. Falls Hunt angeordnet hätte, sie einzusperren, bis sie die Buße bezahlt hätte, hätte Anthony eine Habeas-Corpus-Beschwerde einlegen können, um eine Anhörung vor dem Obersten Gericht zu erlangen. Hunt kündigte stattdessen an, dass er keine Anordnung treffen würde, um sie in Gewahrsam zu nehmen. So verhinderte er diese gesetzliche Verfahrensmöglichkeit. Weil Berufungen an den Obersten Gerichtshof zu dieser Zeit bei Kriminalprozessen nicht erlaubt waren, wurde Anthony daran gehindert, ihren Fall prüfen zu lassen.

### Versuch zur Kassierung des Bußgelds
Einen Monat nach dem Prozess wurde ein „Deputy Federal Marshal“ beauftragt, die Buße bei Anthony einzukassieren. Er berichtete, dass eine sorgfältige Suche gescheitert sei, irgendeinen Besitz zu finden, der zur Bezahlung der Strafe hätte verwendet werden können. Das Gericht unternahm keine weiteren Schritte.

### Presseberichte

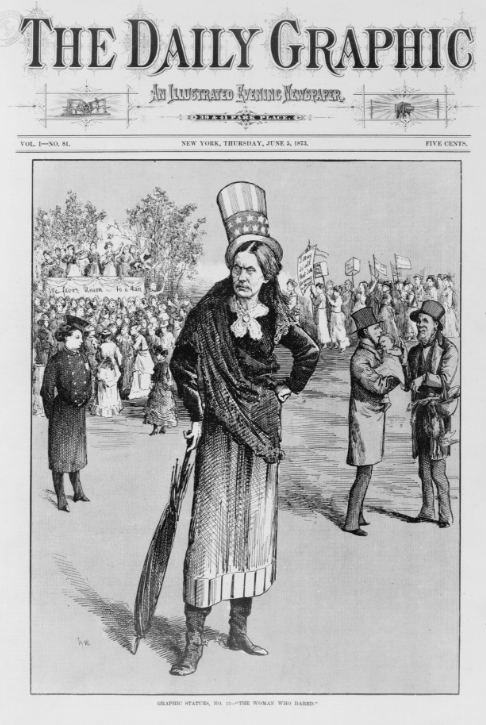
Karikatur von Susan B. Anthony in der Daily Graphic kurz vor ihrem Prozess

Die Associated Press lieferte tägliche Berichte vom Prozess, die in Zeitungen quer durch die Vereinigten Staaten gedruckt wurden. In einigen Fällen füllten Zeitungen mehrere Spalten mit den Argumenten, die von den Anwälten vorgetragen wurden, und mit der Entscheidung des Richters. Einige Zeitungen übten harsche Kritik an den weiblichen Wählern. Die Rochester Union and Advertiser schrieb, dass ihr Verhalten "goes to show the progress of female lawlessness instead of the principle of female suffrage" (deutsch: darauf aus ist, den Fortschritt an weiblicher Gesetzlosigkeit statt des Grundsatzes des Frauenwahlrechts zu zeigen) und sie schrieb, dass "the efforts of Susan B. Anthony & Co. to unsex themselves and vote as men will be so far as they are successful both criminal and ridiculous." (deutsch:  die Bemühungen von Susan B. Anthony, ihr Geschlecht zu verleugnen und als Mann zu wählen, insofern sie erfolgreich sind, sowohl kriminell als auch lächerlich sein werden.)
Der Hauptpunkt des Interesses war die Weigerung von Bundesrichter Hunt, der Jury eine Besprechung zu erlauben und über das Urteil abzustimmen. Die New York Sun forderte das Impeachment für Hunt mit der Begründung, dass er die Bürgerfreiheit umgestürzt habe.
Kurz vor dem Prozess veröffentlichte die New York Daily Graphic eine ganzseitige Karikatur von Anthony auf ihrer Titelseite mit dem Untertitel „The Woman Who Dared“ (deutsch: Die Frau, die es wagte). Sie stellte Anthony mit grimmigem Ausdruck und in Männerstiefeln mit Sporen dar. Im Hintergrund waren eine Frau in einer Polizeiuniform und Männer, die Einkäufe und Kleinkinder trugen. Die begleitende Geschichte sagte, dass im Falle eines Freispruchs von Anthony im Prozess die Welt allmählich dem Cartoon ähneln würde. Die Frauen würden "acknowledge in the person of Miss Anthony the pioneer who first pursued the way they sought." (deutsch: würden in der Person von Fräulein Anthony die Pionierin anerkennen, die zuerst den Weg eingeschlagen hätte, den sie gesucht hätten.)

## Nachwirkungen

### Petition zum Erlass des Bußgelds
Im Januar 1874 schickte Anthony eine Bittschrift an den Kongress, damit ihr das Bußgeld aus dem Grund, weil die Urteilsfindung des Bundesrichters Hunt ungerecht gewesen sei, erlassen werde. Die "Judiciary Committees" (Rechtsausschüsse) sowohl des Senats wie des Repräsentantenhauses debattierten dieses Problem. Senator Matthew Carpenter verurteilte die Entscheidung von Hunt, indem er ausführte: [It was] altogether a departure from, and a most dangerous innovation upon, the well-settled method of jury-trial in criminal cases. Such a doctrine renders the trial by jury a farce. [Anthony] had no jury-trial, within the meaning of the Constitution, and her conviction was, therefore, erroneous." (deutsch: [Es sei] insgesamt eine Abweichung von und eine gefährliche Neuerung hinsichtlich der wohletablierten Methode des Jury-Prozesses in Kriminalfällen. Eine solche Auffassung mache den Prozess mit einer Jury zu einer Farce. [Anthony] habe keinen Jury-Prozess im Sinne der Verfassung gehabt und ihre Verurteilung sei deswegen irrig.) Benjamin Butler brachte einen Gesetzentwurf zur Aufhebung von Anthonys Buße ins Repräsentantenhaus ein, aber dieser ging nicht durch.

### Wirkung auf die Frauenbewegung
Der Prozess mit Susan B. Anthony half dabei, das Frauenwahlrecht zu einer nationalen Angelegenheit zu machen. Er war ein Hauptschritt bei der Verwandlung der Frauenwahlrechtsbewegung, die eine Vielzahl von Anliegen umfasste, in eine Bewegung, die sich hauptsächlich auf das Wahlrecht konzentrierte.
Die National Woman Suffrage Association (NWSA) verfolgte weiterhin die New-Departure-Strategie, obwohl Anthony in ihrem Versuch blockiert worden war, ihren Wahlrechtsfall bis zum Obersten Gerichtshof zu bringen. Virginia Minor, eine der Erfinderinnen der New-Departure-Strategie, hatte in dieser Hinsicht Erfolg. Als Minor 1872 die Registrierung als Wählerin in Missouri verweigert worden war, brachte sie ihren Fall zuerst vor das bundesstaatliche Gericht, dann zum Obersten Gericht von Missouri und schließlich um Obersten Gerichtshof der Vereinigten Staaten. Unglücklicherweise für die Wahlrechtsbewegung der Frauen entschied der Oberste Gerichtshof im Fall Minor gegen Happersett, dass die Verfassung aus sich selbst heraus nicht das Wahlrecht für Frauen unterstütze, indem er feststellte: "The Constitution of the United States does not confer the right of suffrage upon anyone". (deutsch: Die Verfassung der Vereinigten Staaten gewährt keiner Person das Wahlrecht.)
Die Entscheidung im Happersett-Fall setzte der New-Departure-Strategie ein Ende: Kein Versuch mehr auf dem Gerichtswege das Frauenwahlrecht zu erringen. Die NWSA entschied sich, die weitaus schwierigere Strategie zu verfolgen, Kampagnen für ein Amendment (Zusatzartikel) zur Verfassung der Vereinigten Staaten durchzuführen, das das Wahlrecht für Frauen absichern würde. Dieser Kampf dauerte 45 Jahre, bis 1928 das 19. Amendment ratifiziert wurde. Entscheidungen des Obersten Gerichtshofs etablierten bis zur Mitte des 20. Jahrhunderts nicht den Zusammenhang von Bürgerrechten und Wahlrechten.

### Fortdauernde Debatte über gelenktes Urteil
Die Kontroverse innerhalb der Gemeinschaft der Juristen über das gelenkte Urteil von Bundesrichter Hunt ging jahrelang weiter. 1882 – einen Monat nach dem Ausscheiden von Bundesrichter Hunt aus dem Obersten Gerichtshof – urteilte der Richter eines Circuit Courts, dass es ein Fehler sei, wenn ein Richter eine Jury anweise, ein Schuldurteil zu liefern. 1895 entschied der Oberste Gerichtshof im Fall „Sparf v. United States“, dass ein Bundesrichter keiner Jury die Anweisung geben dürfe, ein Schuldurteil in einem Kriminalfall zu liefern.

### Andere Auswirkungen
Im April 1874 publizierte Anthony ein Buch mit mehr als 200 Seiten, das den Titel hatte: An Account of the Proceedings on the Trial of Susan B. Anthony, on the Charge of Illegal Voting, at the Presidential Election in Nov., 1872, and on the Trial of Beverly W. Jones, Edwin T. Marsh, and William B. Hall, the Inspectors of Election by Whom Her Vote was Received.
Es enthielt die Dokumente vom Prozess, einschließlich der Anklageerhebungen, ihrer Rede an die möglichen Juroren, der Argumentationen und Schriftsätze der Anwälte, der Prozessprotokolle und der Entscheidung des Richters. Es enthielt nicht die Argumentation des U.S. Attorneys Crowley, weil er sich weigerte, sie herauszugeben. Stattdessen veröffentlichte Crowley seine eigene Streitschrift, die seine Argumente zusammen mit der Entscheidung des Bundesrichter enthielt. Anthonys Buch umfasste auch ein Essay, das der Berichterstatter für den „Connecticut's Supreme Court of Errors“, John Hooker, nach dem Prozess geschrieben hatte. In ihm sagte er, dass Hunts Handeln gegen alle Regeln des Rechts und schädlich für das System des Jury-Prozesses in Kriminalfällen gewesen sei ("contrary to all rules of law" and "subversive of the system of jury trials in criminal cases.")